# Bahnhof Chiba
Der Bahnhof Chiba (jap. 千葉駅, Chiba-eki) befindet sich im Bezirk Chūō („Mitte“) der japanischen Stadt Chiba in der Präfektur Chiba. Er ist der wichtigste Eisenbahnknotenpunkt der Stadt und historisch eine der Keimzellen des Wachstums der Stadt.

## Geschichte

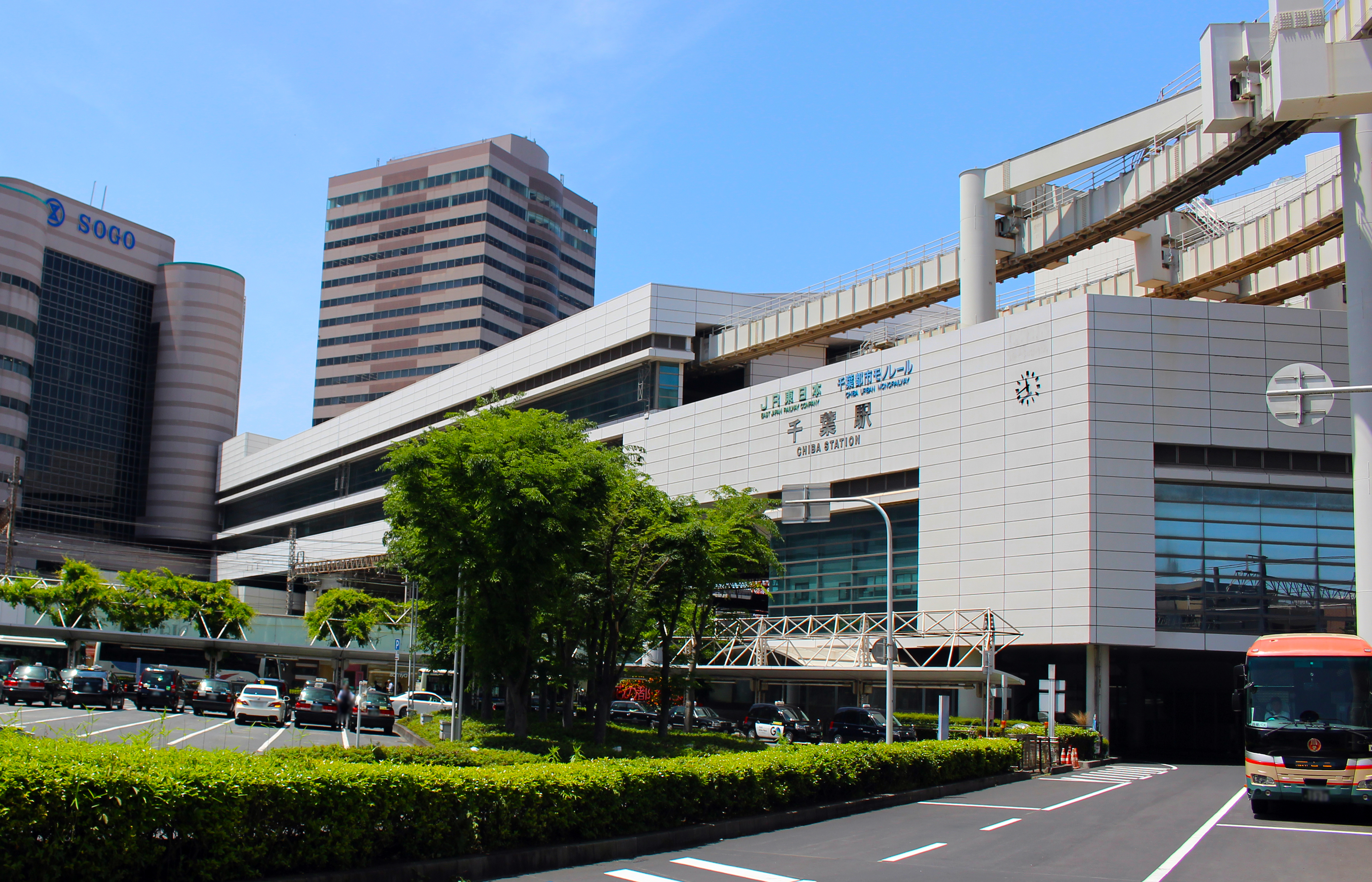
Februar 2024

Am 20. Juli 1894 wurde der Bahnhof an der Sōbu-Hauptlinie der Eisenbahngesellschaft Sōbu Tetsudō nördlich der Gemeinde Chiba eröffnet, die erst fünf Jahre zuvor durch die Fusion einiger Dörfer um die Burg Chiba entstanden war. Im Februar 1896 schloss die Bōsō Tetsudō den Bahnhof als Endpunkt der Bōsō-Linie (heute: Sotobō-Linie) von Ōami (im heutigen Ōamishirasato) an den Südosten der Präfektur an.
1907 wurden beide Bahnlinien verstaatlicht, und der Bahnhof ging in den Besitz der Staatsbahn (kokutetsu) über. Im frühen 20. Jahrhundert wuchs Chiba rasch zur Großstadt, erste Industriebetriebe siedelten sich an. Die Bedeutung des Bahnhofs als Knotenpunkt für den Personen- und Güterverkehr wuchs: Alle Bahnlinien aus dem Osten der Präfektur in Richtung Tokio verliefen durch den Bahnhof. Die weiter südlich verlaufende Keiyō-Linie wurde erst im späten 20. Jahrhundert eröffnet.
Der ursprüngliche Bahnhof lag im Vergleich zu heute weiter östlich, und die Gleise der Sotobō-Linie führten von Südwesten in den Bahnhof statt wie heute von Südosten. Züge aus Richtung Tokio, die auf der Sotobō-Linie weiterfuhren, mussten im Bahnhof die Fahrtrichtung wechseln. 1963 wurde der Bahnhof an seinen heutigen Standort verlegt und als Keilbahnhof angelegt, an dem sich die Gleise von Westen gesehen, also aus Richtung Tokyo, teilen; der Fahrtrichtungswechsel wurde überflüssig.
Der neue Bahnhof Chiba lag unmittelbar nördlich der Chiba-Linie der Keisei Dentetsu. 1967 eröffnete die Gesellschaft dort den „Bahnhof am Staatsbahn-Bahnhof Chiba“ (国鉄千葉駅前駅, Kokutetsu-Chiba-eki-mae-eki), der 1987 – nach der Privatisierung der kokutetsu – in Bahnhof Keisei-Chiba umbenannt wurde; der ehemalige Bahnhof Keisei-Chiba hieß danach Chiba-Chūō („Chiba-Mitte“).
Ab 1975 fuhren Güterzüge der Staatsbahn den Bahnhof Chiba nicht mehr an. 1987 wurde die Staatsbahn aufgeteilt und privatisiert, der Bahnhof ging in den Besitz der JR Higashi-Nihon (JR East) über.
1991 eröffnete der Bahnhof der Chiba Monorail, 1995 wurden hier zusätzliche Gleise für eine zweite Linie angelegt.
Seit 2010 wird der Bahnhof umfangreich umgebaut. Der renovierte Bahnhof soll 2015 eröffnet werden.

## Bauart und Gleise

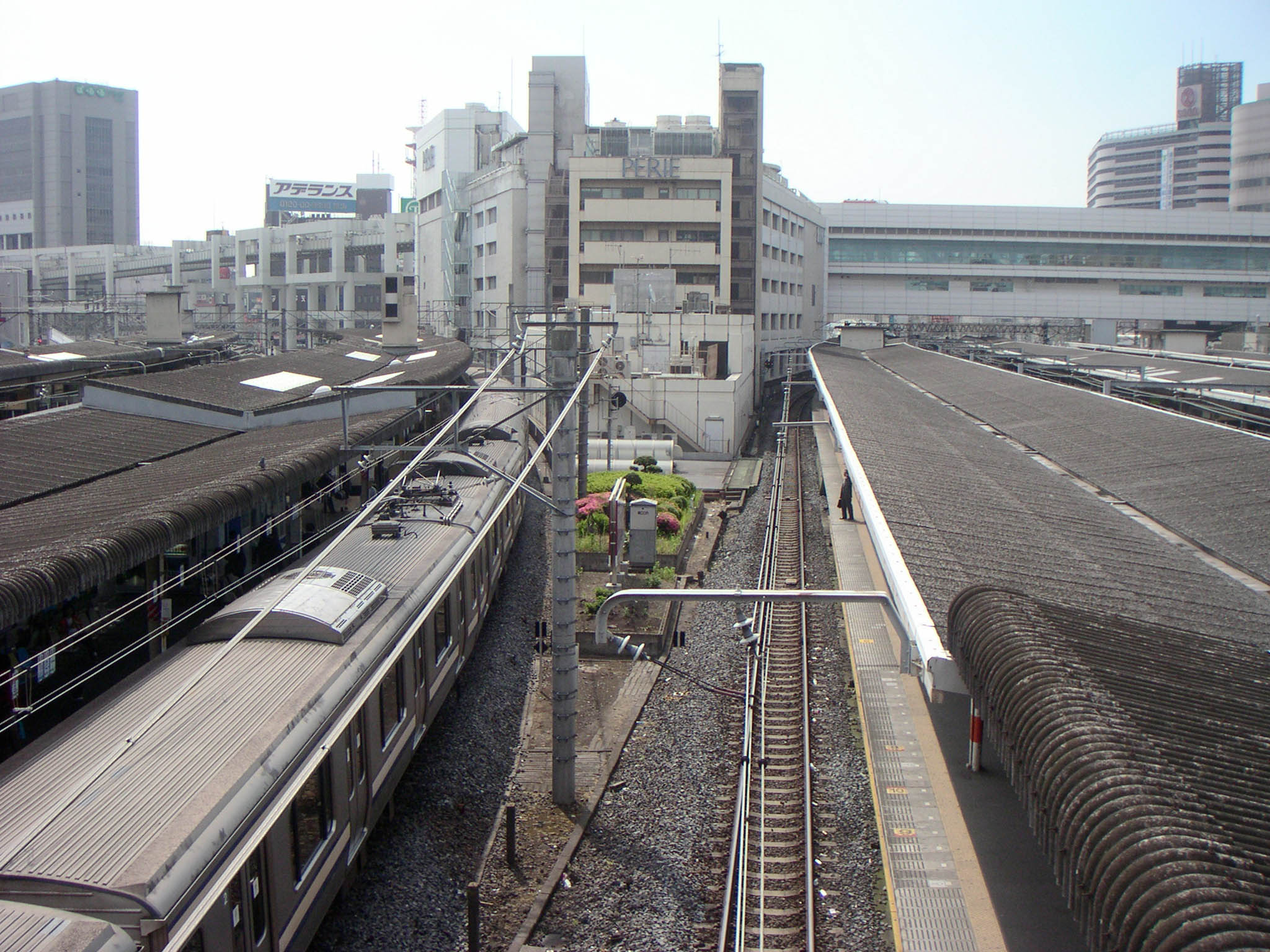
JR-Gleise und Bahnhofsgebäude von Nordwesten

Der Bahnhof Chiba der JR ist als Keilbahnhof angelegt: Von Nordwesten gesehen zweigt die Sotobō-Linie hier nach rechts von der Sōbu-Hauptlinie ab, das Bahnhofsgebäude liegt an der Abzweigung zwischen den beiden Strecken. Die Gleise der als Hängebahn angelegten Chiba Monorail überqueren die Sotobō-Linie an der Ostseite des Bahnhofsgebäudes, wo sich auch die Bahnsteige befinden, und verlaufen dann parallel zur Sōbu-Hauptlinie weiter nach Nordosten. Das Bahnhofsgebäude ist also an drei Seiten von Bahngleisen begrenzt. Der südliche Teil der Monorail-Bahnsteige liegt bereits über dem Bahnhof Keisei-Chiba, der dadurch zum Turmbahnhof wird; die Keisei-Chiba-Linie verläuft hier von Westen kommend nach der Bahnhofsausfahrt weiter parallel zur Sotobō-Linie nach Südosten.
Der Bahnhof der JR hat auf der Nordseite zwei Inselbahnsteige mit vier Bahnsteiggleisen, an denen die Züge der Sōbu-Haupt-, Sōbu-Schnellzug- und Narita-Linien halten. An den drei Inselbahnsteigen mit sechs Gleisen auf der Südseite enden die Züge der Chūō-Sōbu-Linie nach Westen und von Osten die Sotobō- und Uchibō-Linie. Außerdem halten hier einige nach Süden abzweigende Züge der Sōbu-Schnellzug-Linie Der Bahnhof der Chiba Monorail hat vier Gleise an zwei Mittelbahnsteigen: Die Linien 1 und 2 haben hier bereits separate Gleise und teilen sich östlich des Bahnhofs. Der Bahnhof Keisei Chiba ist ein Haltepunkt mit zwei Außenbahnsteigen, das Keisei-Bahnhofsgebäude liegt auf der Nordseite der Gleise.
Im JR-Bahnhofsgebäude mit trapezförmigem Grundriss befinden sich außer den Bahnsteigzugängen und Schaltern ein Modekaufhaus, eine Schnellrestaurantkette und kleinere Geschäfte. Auf einem großen Platz an der Ostseite verkehren mehrere lokale Buslinien. Ein weiterer Teil des Bahnhofs befindet sich im Süden unter den Gleisen der Sotobō-Linie. Daran südlich schließt sich das Keisei-Bahnhofsgebäude an, in dem auch ein Kaufhaus der Kette Sogō untergebracht ist.

## Linien
Der Bahnhof Chiba wird von den nur gelegentlich, zusammen etwa stündlich verkehrenden Expresszügen Shiosai (Tokio/Shinjuku–Chōshi), Azusa (Chiba–Matsumoto), Shinjuku-Sazanami (Shinjuku–Tateyama) und vom Shinjuku-Kawashio (Shinjuku–Awakamogawa) angefahren. Der Flughafenzubringer Narita Express und der Airport Narita der Sōbu-Schnellzug-Linie halten teilweise ebenfalls in Chiba. Im Regional- und Pendlerverkehr ist der Bahnhof durch folgende Linien verbunden:
| Verlauf der Chūō-Schnellbahnlinie |
| --- |
| Chiba • Nishi-Chiba • Inage • Shin-Kemigawa • Makuhari • Makuharihongō • Tsudanuma • Higashi-Funabashi • Funabashi • Nishi-Funabashi • Shimōsa-Nakayama • Moto-Yawata • Ichikawa • Koiwa • Shin-Koiwa • Hirai • Kameido • Kinshichō • Ryōgoku • Asakusabashi • Akihabara • Ochanomizu • Suidōbashi • Iidabashi • Ichigaya • Yotsuya • Shinanomachi • Sendagaya • Yoyogi • Shinjuku • Ōkubo • Higashi-Nakano • Nakano • Kōenji • Asagaya • Ogikubo • Nishi-Ogikubo • Kichijōji • Mitaka |

| Verlauf der Sōbu-Schnellbahnlinie / Yokosuka-Linie |
| --- |
| Tsudanuma • Funabashi • Ichikawa • Shin-Koiwa • Kinshichō • Bakurochō • Shin-Nihombashi • Tokyo • Shimbashi • Shinagawa • Nishi-Ōi • Musashi-Kosugi • Shin-Kawasaki • Yokohama • Hodogaya • Higashi-Totsuka • Totsuka • Ōfuna • Kita-Kamakura • Kamakura • Zushi • Higashi-Zushi • Taura • Yokosuka • Kinugasa • Kurihama |

## Umgebung
Im Süden und Südosten schließt sich die Innenstadt Chibas mit zahlreichen Hochhäusern an, die von Kaufhäusern, Unternehmenszentralen und der öffentlichen Verwaltung von Präfektur und Stadt Chiba dienen. Im Nordwesten und Norden liegen jenseits der Einkaufsstraßen direkt am Bahnhof, vor allem dicht bebaute Wohngebiete rund um den Chiba-Park (Chiba-kōen). In Richtung des Hafens im Südwesten und Westen, wo sich Industrieansiedlungen und ein Stadtentwicklungsprojekt befinden, drängen neue Hochhäuser längs des verkehrsreichen Chiba-dōri die alte Wohn- und Geschäftsbebauung zurück.

## Nutzung
Mit durchschnittlich 106.901 täglichen Einstiegen liegt der Bahnhof Chiba der JR East an Rang 29 aller Bahnhöfe der Gesellschaft.
10.800 (Chiba Monorail) Im Bahnhof Keisei-Chiba gab es 2007 durchschnittlich 23.866 Ein- und Ausstiege, er lag damit unter den Bahnhöfen der Keisei Dentetsu an Rang 17. Weniger als die Hälfte, 10.320 Passagiere, benutzten Zeitkarten. 2006 war der Bahnhof Chiba für die Monorail mit rund 10.800 Einstiegen der meistgenutzte Bahnhof.
Werktags bedienen 550 Züge der JR, 363 Züge der Chiba Monorail und 208 Züge der Keisei Dentetsu den Bahnhof.